# Phygadeuon trichops
Phygadeuon trichops là một loài tò vò trong họ Ichneumonidae.